# Shri yantra

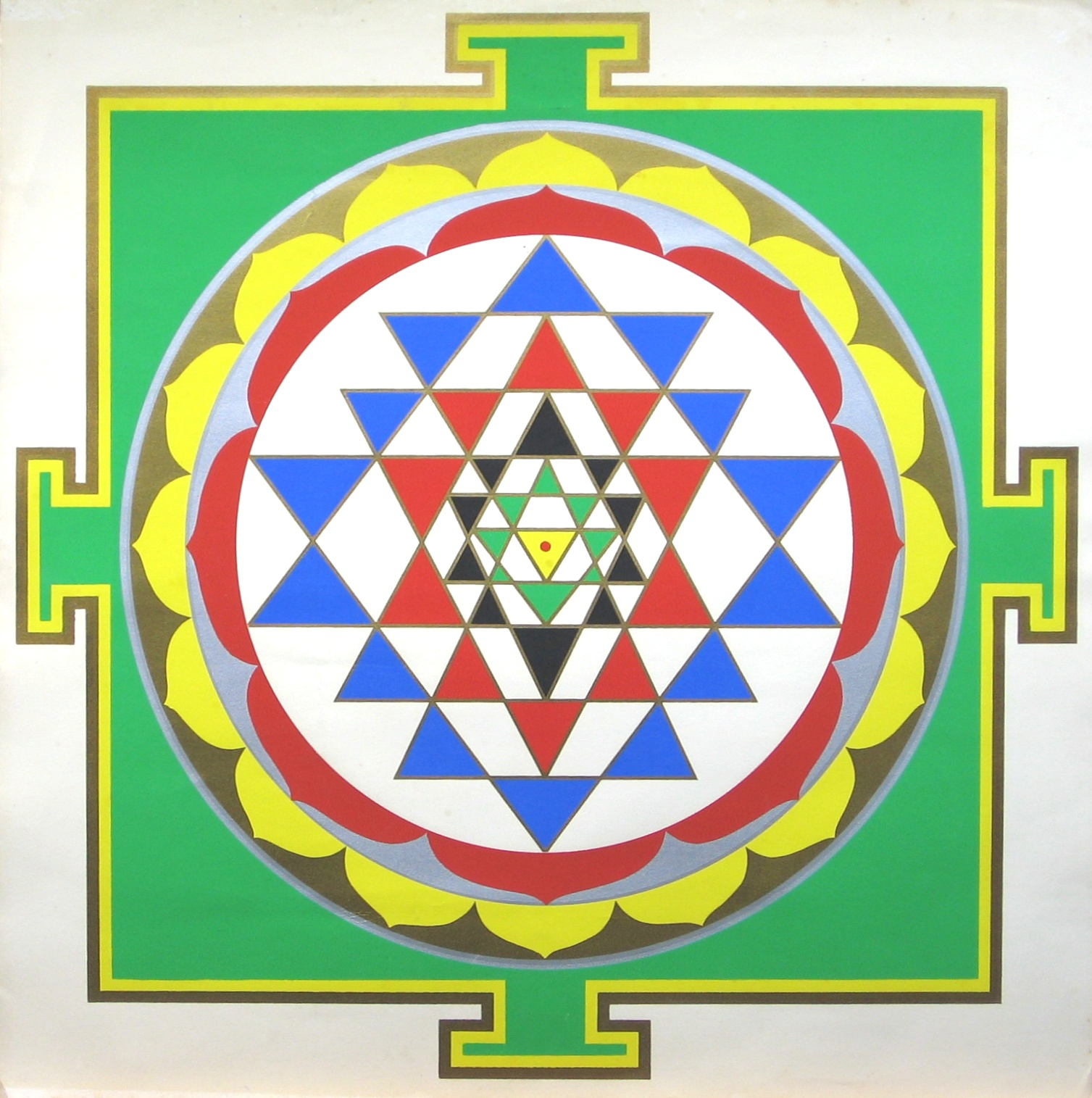
Un shri-yantra avec couleurs traditionnelles selon Harish Johari.

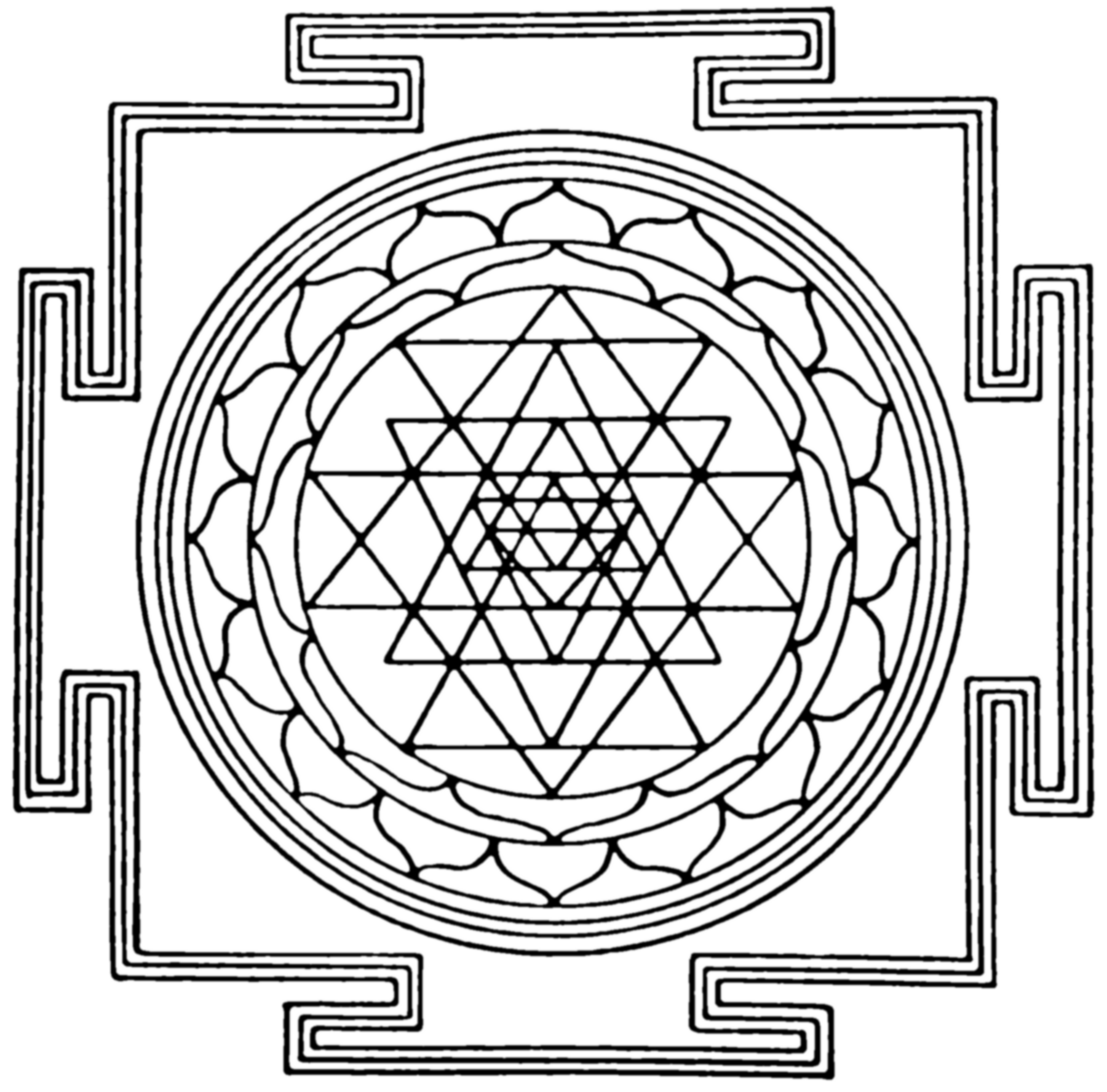
Sous forme géométrique.

Le shri yantra (sanskrit : श्री यन्त्र IAST : śrīyantra) ou shri chakra (sanskrit : श्री चक्र, IAST śrīcakra) est un des yantras les plus célèbres. C'est un diagramme de méditation tantrique constitué de neuf triangles imbriqués autour d'un point central, le bindu. Les 4 triangles qui pointent en haut représentent Shiva avec son énergie qui monte. Les 5 triangles qui pointent en bas représentent Shakti ou Lalitā avec son énergie qui descend. C'est un couple d'opposés (similaire au concept taoïste du yin-yang) unis dans le bindu.
Comme il comporte neuf triangles, il est parfois appelé Navayoni Chakra.
Les neuf triangles sont entrelacés et forment 43 petits triangles dans un réseau symbolique du cosmos tout entier ou une matrice symbolique de la création. Ensemble, ils expriment l'Advaita ou non-dualité. Quand on va vers l'extérieur, on voit que les triangles sont entourés par une fleur de lotus de huit pétales, puis une autre de seize pétales, et un carré symbolisant la Terre et ressemblant à un temple carré avec quatre portes (une à chaque côté).
En tant que support de méditation il doit conduire le pratiquant à un sentiment aigu de détachement vis-à-vis de toutes les contingences et du voile de la mâyâ (illusion métaphysique).
Le culte de Tripurasundarī à l'aide du shri yantra se nomme shri-vidya (IAST : śrīvidyā).
Dans le dessin originel, seuls les deux grands triangles touchent le cercle autour des chakras. Le premier dessin en couleurs est correct, le deuxième est faux...

## Vision par niveaux
Le Shri yantra est aussi parfois appelé nava chakra, car considéré comme ayant neuf niveaux ("nava" signifie neuf en sanskrit).
De l'extérieur vers l'intérieur, ces neuf niveaux sont: 
1. Trailokya Mohana ou Bhupara, un carré avec 3 lignes tout le long du périmètre et 4 portes (une au milieu de chacun des côtés)
2. Sarva Aasa Paripuraka, une fleur de lotus à 16 pétales
3. Sarva Sankshobahana, une fleur de lotus à 8 pétales
4. Sarva Saubhagyadayaka, un ensemble de 14 petits triangles
5. Sarva Arthasadhaka, un ensemble de 10 petits triangles
6. Sarva Rakshakara, un ensemble de 10 petits triangles
7. Sarva Rogahara, un ensemble de 8 petits triangles
8. Sarva Siddhi prada, un seul petit triangle
9. Sarva Anandamaya, le point central ou bindu

Le Shri Chakra est le symbole du Tantrisme, qui est basé sur le Shivaïsme du Cachemire. Il fait l'objet de dévotion dans le cadre du Sri Vidya.